# Stara Wieś (Grzegorzowice)
Stara Wieś – część wsi Grzegorzowice w Polsce, położona w województwie świętokrzyskim, w powiecie ostrowieckim, w gminie Waśniów.
W latach 1975—1998 Stara Wieś administracyjnie należała do województwa kieleckiego.